# Тишкофф, Сара
Сара Тишкофф (англ. Sarah A. (Anne) Tishkoff; род. 26 декабря 1965, США) — американский генетик и антрополог, генетик человека, специалист по африканской популяции. Доктор философии (1996), именной Университетский профессор (David and Lyn Silfen University Professor) Пенсильванского университета. Член Национальных Академии наук (2017) и Медицинской академии (2021) США.
Лауреат Wilbur Cross Medal (2022). Согласно Национальной АН США, является «ведущим мировым экспертом в области эволюционной генетики человека»; С. Тишкофф также признается как пионер исследований эволюционной геномики Африки.
Окончила Калифорнийский университет в Беркли (бакалавр антропологии и генетики, 1989). В Йеле под началом Kenneth Kidd получила степени магистра генетики человека (1992) и доктора философии по генетике (на соотв. кафедре). Тогда же заинтересовалась генетикой африканцев.
В 1997—2000 годах постдок у Andrew G. Clark на кафедре биологии Университета штата Пенсильвания. С 2000 года ассистент-профессор, с 2005 года ассоциированный профессор кафедры биологии Мэрилендского университета. С 2008 года именной ассоциированный, с 2012 года именной Университетский профессор Пенсильванского университета. Член Американской академии искусств и наук.
Она сама и её исследовательская группа совершили много поездок в Африку.
В 2009 году группа учёных под руководством Сары Тишкофф опубликовала в журнале «Сайенс» результаты комплексного исследования генетического разнообразия народов Африки. Они установили, что самой древней ветвью, испытавшей наименьшее количество смешиваний, как раньше и предполагалось, является генетический кластер, к которому принадлежат бушмены и другие народы, говорящие на койсанских языках. Скорее всего, они и являются той ветвью, которая ближе всего к общим предкам всего современного человечества.
Публиковалась в Science и Cell.
Член редколлегий журналов Cell, PLOS Genetics и G3.

## Награды
Отмечена Burroughs Wellcome Fund Career Award.
- Vanderbilt Prize in Biomedical Science (2024)